# Víctor Mora
Víctor Mora Pujadas (Barcelona, 6 de junio de 1931-Barcelona, 17 de agosto de 2016) fue un guionista de cómics y novelista español, creador de El Capitán Trueno, entre otras muchas obras.

## Biografía

### Infancia y juventud
Pocos años después de su nacimiento, su familia se exilió a Francia, donde el joven Víctor pasó su infancia.
Tras el fallecimiento de su padre, regresaron a Barcelona cuando Mora contaba con once años. Por motivos económicos, se vio obligado a trabajar en los oficios más diversos.

### Inicios como historietista (1948-1960)
La carrera de Mora en el mundo de la historieta se inició en 1948, cuando tomó el relevo de Rafael González Martínez y Francisco González Ledesma en la serie Doctor Niebla, dibujada por Francisco Hidalgo. En 1949, creó la serie Capitán Kerr para la revista "Historietas", que –cosa inusual en su trayectoria– dibujaba él mismo. Otra vez con Francisco Hidalgo creó en 1953 Al Dany, basada en la serie homónima del italiano Enrico Bagnoli que había sido publicada años antes en "El Coyote".
En 1956, la Editorial Bruguera, que buscaba revalidar el éxito conseguido con la historieta de Iranzo El Cachorro, aceptó publicar las aventuras de un nuevo personaje creado por Mora, ambientadas en la Edad Media, naciendo así El capitán Trueno. 

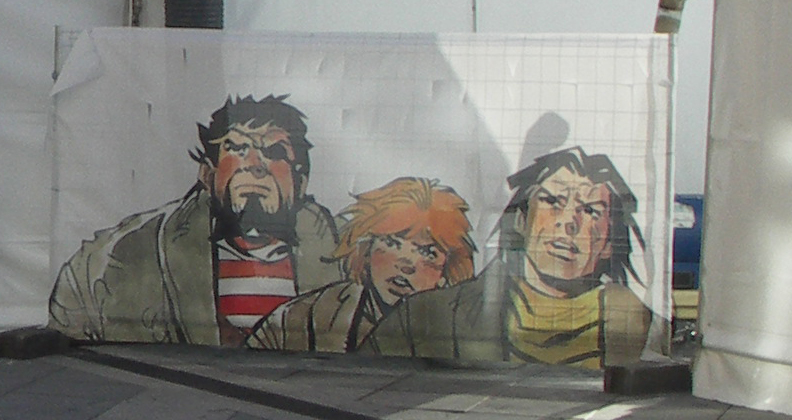
Personajes principales de El Capitán Trueno

Mora firmó los guiones de la serie como "Víctor Alcázar", mientras que la parte gráfica era confiada a Miguel Ambrosio Zaragoza "Ambrós". La serie tuvo un éxito sin precedentes, sobrepasando los 350.000 ejemplares semanales en algunos momentos.
Miembro del PSUC, ese mismo año Mora y su compañera sentimental, Armonía Rodríguez, fueron detenidos por la policía franquista a causa de sus actividades políticas ("masonería y comunismo", según el acta de la acusación) y pasaron una breve temporada en prisión.
Dos años después, en 1958, Mora retomó la fórmula que tanto éxito le había reportado con el Capitán Trueno y creó una nueva serie: El Jabato, ambientada esta vez en la época romana y dibujada por Francisco Darnís. Otras series con personajes parecidos fueron El Cosaco Verde (1960), ambientada en Rusia, y El Corsario de Hierro (1970), donde el protagonista es un navegante español del siglo XVII, época subsiguiente a la de los grandes descubrimientos geográficos.

### Madurez (1960-1982)
Desde 1960 simultaneó su trabajo en los cómics con la narrativa. De esta fecha es su primer libro La víctima, una recopilación de cuentos. En 1962 se traslada a Francia, donde colaboró con revistas como Vaillant, Pif y Pilote y escribió Els plàtans de Barcelona, que se editó inicialmente en París, en 1966, y sería traducida al castellano, alemán, rumano, húngaro y portugués.
En 1966 publicó, en catalán, El cafe dels homes tristos, novela galardonada con el Premio Víctor Català. Tradujo al español varios números de la serie "Astérix".
En 1968 creó varias series para la revista recién fundada "Bravo", entre las que destaca Galax el Cosmonauta, dibujada por Fuentes Man.
En 1969 escribió para la agencia Selecciones Ilustradas el western Sunday, al que dio vida en imágenes Víctor de la Fuente (después sustituido por su hermano, Ramón de la Fuente). También en 1969 escribió los guiones de la serie de ciencia ficción Dani Futuro, dibujada por Carlos Giménez, que apareció en la revista Gaceta Junior y, más adelante, en la revista belga Tintin.
A partir de 1972, y con destacados dibujantes recién contratados por Bruguera (Adolfo Usero, José Bielsa, Edmond) crea otras series fantásticas y de ciencia ficción para las revistas de la casa: Roldán sin Miedo (1972), Supernova (1973) y Astroman (1973).
Para la revista francesa Pilote creó una historieta orientada al público adulto, Las crónicas del Sin Nombre (1974), ilustrada por Luis García. Escribió asimismo La pluja morta (Barcelona, 1966; París, 1974) y Perduts al pàrking (1974).

### Últimos años (1982-2016)
Con el dibujante Antonio Parras realizó la serie Les Inoxydables (Los inoxidables), que fue publicada en el seno de Charlie Mensuel de Dargaud desde 1982 y se ambientaba en el Chicago de los años 20. Ha escrito igualmente El tramvia blau (1984), la serie "Corazón de Hierro" (compuesta por distintas novelas como "El secreto de la dama enjaulada" y "El ogro de los Cárpatos") y La dona dels ulls de pluja (1993), que ganó el premio Joan Crexells.

## Ideas
A propósito de la historieta, Víctor Mora ha afirmado que los hechos históricos solo deben ser usados como telón de fondo para la aventura individual, que es lo que verdaderamente engancha al lector. Firmó también los manifiestos "Ante un conato de degradación del significado cultural del cómic" (1983) y "Manifiesto contra la exposición Tintín y Hergé" (1984) y falleció a la edad de 85 años.

## Obra
Historietística
| Años      | Título                                 | Dibujante                               | Tipo   | Publicación                               | Género          |
| --------- | -------------------------------------- | --------------------------------------- | ------ | ----------------------------------------- | --------------- |
| 1949      | Capitán Kerr                           | Víctor Mora                             | Serie  | "Historietas"                             |                 |
| 1949-1953 | Doctor Niebla                          | Francisco Hidalgo                       | Serie  | "Super Pulgarcito" (Bruguera)             | Policíaco       |
| 1953      | Operación Satélite                     | Jaime Rumeu                             | Serie  | "A todo color"/"Aventuras"                |                 |
| 1953      | Ángel Audaz, detective privado         | Francisco Hidalgo                       | Serie  | "El Coyote"                               |                 |
| 1953      | Al Dany                                | Francisco Hidalgo                       | Serial | Cliper                                    | Policíaco       |
| 1955      | El Justiciero Errante                  | Antonio Parras                          | Serie  | "Bisonte Gráfico"                         |                 |
| 1956      | Vendaval                               | Antonio Bernal                          | Serial | "Colección Dan" (Bruguera)                | Ciencia ficción |
| 1956-1968 | El Capitán Trueno                      | Ambrós y otros                          | Serial | Bruguera                                  | Histórico       |
| 1958-1966 | El Jabato                              | Francisco Darnís                        | Serial | Bruguera                                  | Histórico       |
| 1960      | El Cosaco Verde                        | Fernando Costa                          | Serial | Bruguera                                  |                 |
| 1964-1980 | El Sheriff King                        | Francisco Díaz                          | Serie  | "Pulgarcito" (Bruguera)                   | Oesteada        |
| 1966      | Aventura en el fondo del mar           | Juan Escandell                          | Serie  | "Tele Color" (Bruguera)                   |                 |
| 1968      | Galax, el cosmonauta                   | Fuentes Man                             | Serie  | "Bravo" (Bruguera)                        | Ciencia ficción |
| 1968      | Sunday                                 | Víctor de la Fuente, Ramón de la Fuente |        |                                           | Oesteada        |
| 1969-1975 | Dani Futuro                            | Carlos Giménez                          | Serie  | "Gaceta Junior" (Universo Infantil S. A.) | Ciencia ficción |
| 1970      | El Corsario de Hierro                  | Ambrós                                  | Serie  | "Mortadelo" (Bruguera)                    | Histórico       |
| 1972      | Roldán sin miedo                       | Adolfo Usero                            | Serie  | "DDT" (Bruguera)                          | Fantástico      |
| 1972      | Supernova                              | José Bielsa                             | Serie  | "Super Mortadelo" (Bruguera)              | Ciencia ficción |
| 1973      | Astroman                               | Manuel Cuyás                            | Serie  | "DDT"                                     | Ciencia ficción |
| 1973-1980 | Las crónicas del Sin Nombre            | Luis García Mozos                       | Serie  | "Pilote"                                  | Variado         |
| 1983-     | Los ángeles de acero                   | Víctor de la Fuente                     | Serie  | "Pilote"                                  |                 |
| 1988      | Marbelly Kasset, que vive de la jetset | Folgado de Rojas                        | Serie  | "TBO" (Ediciones B)                       | Cómico          |

Literaria
| Año  | Título                         | Tipo    | Idioma     | Editorial                    |
| ---- | ------------------------------ | ------- | ---------- | ---------------------------- |
| 1996 | El meu cor es diu Àfrica       | Novela  | Catalán    | Editorial Antaviana Nova     |
| 1960 | La víctima                     | Cuentos | Castellano | Ediciones Martínez Roca      |
| 1966 | Les platanes de Barcelona      | Novela  | Francés    | Les Editeurs Français Reunis |
| 1966 | El café dels homes tristos     | Cuentos | Catalán    | Biblioteca Selecta           |
| 1966 | La pluja morta                 | Novela  | Catalán    | Alfaguara                    |
| 2007 | La mujer de los ojos de lluvia | Novela  | Castellano | Ediciones B                  |
| 2011 | Whisky con napalm              | Novela  | Castellano | Ediciones B                  |

## Premios
- La Rosa de Abisinia, cuarto número de Los ángeles de acero, obtuvo en 1989 el Premio Haxtur a la "Mejor Historia Corta" en el Salón Internacional del Cómic del Principado de Asturias, Gijón.